# تشو هو سونج
تشو هو سونج (بالإنجليزية: Cho Ho-sung) مواليد 15 يونيو 1974 في كوريا الجنوبية، هو دراج كوري جنوبي. شارك في دورة الألعاب الأولمبية الصيفية.

## روابط خارجية
- تشو هو سونج على موقع الاتحاد الدولي للدراجات (الإنجليزية)
- تشو هو سونج على موقع أرشيف الدراجات (الإنجليزية)
- تشو هو سونج على موقع إحصائيات الدراجات الإحترافية (الإنجليزية)
- تشو هو سونج على موقع نسبة الدراجات (الإنجليزية)
- تشو هو سونج على موقع أوليمبيديا (الإنجليزية)